# Gaël Doms
Pour les articles homonymes, voir Doms.
Pas d'image ? Cliquez ici

a Compétitions nationales et continentales officielles uniquement.

Dernière mise à jour le 22 juillet 2023.
Gaël Doms, né le 15 juillet 2001, est un joueur français de rugby à XV évoluant au poste de talonneur.

## Biographie
Gaël Doms commence le rugby au SA Condom, avant de rejoindre le FC Auch en 2015.
En 2017, il rejoint le SU Agen et connaît sa première apparition au niveau professionnel en 2021, pendant un match de championnat de Top 14.
En 2023, il s'engage avec le RC Auch, pensionnaire de Nationale 2.